# Michelle Williams (attrice)
Michelle Ingrid Williams (Kalispell, 9 settembre 1980) è un'attrice statunitense.
Fa il suo debutto cinematografico nel film Lassie (1994), ottenendo il riconoscimento più ampio per il ruolo di Jen Lindley nella serie televisiva Dawson's Creek (1998-2003).
Nel 2006 ottiene la sua prima candidatura al Premio Oscar nella sezione miglior attrice non protagonista per il film I segreti di Brokeback Mountain, mentre nel 2011 ottiene la sua seconda candidatura agli Oscar nella sezione miglior attrice protagonista per Blue Valentine. È nuovamente candidata agli Oscar per la sua interpretazione di Marilyn Monroe nel film biografico Marilyn (2011), di Randi Chandler nel dramma Manchester by the Sea (2016) e di Mitzi Fabelman nel film The Fabelmans (2022), aggiudicandosi il Golden Globe per la migliore attrice in un film commedia o musicale per il primo film citato.
Williams ha avuto successo anche nel piccolo schermo: per la sua interpretazione di Gwen Verdon nella miniserie televisiva Fosse/Verdon (2019) si è aggiudicata un Premio Emmy, un secondo Golden Globe e uno Screen Actors Guild Award. Apprezzata interprete teatrale, è stata candidata ai Tony Awards per il dramma Blackbird nel 2016.

## Biografia
Nasce in un piccolo paesino del Montana nel 1980, ed è la minore di cinque figli. I suoi genitori Larry, noto trader, e Carla (ora separati) decidono di trasferirsi in California, a Solana Beach, quartiere a nord di San Diego quando Michelle ha 14 anni. Coltiva il sogno di diventare attrice sin dall'età di 8 anni, quando assiste a uno spettacolo teatrale del quale rimane affascinata. La vicinanza a Hollywood le permette di entrare nel mondo dello spettacolo da giovane, facendo brevi apparizioni in serie televisive di successo come Baywatch e Una bionda per papà. All'età di 14 anni ottiene il suo primo ruolo importante nel film Lassie (1994). Si diploma alla Santa Fe Christian High School.
La grande occasione arriva nel 1997 quando, all'età di 17 anni, dopo essere stata emancipata legalmente dai suoi genitori, si trasferisce a Los Angeles e ottiene il ruolo di Jen Lindley, una delle protagoniste della serie televisiva Dawson's Creek, nella quale recita per sei stagioni fino al 2003, anno della conclusione della serie. Durante il periodo della messa in onda del telefilm, Michelle Williams appare in diversi film cinematografici tra i quali Le ragazze della Casa Bianca, in cui recita come protagonista insieme a Kirsten Dunst, Me Without You e Station Agent, per il quale tutto il cast riceve una candidatura per lo Screen Actors Guild nel 2004.
Nello stesso anno recita nel film I segreti di Brokeback Mountain insieme a Heath Ledger, Jake Gyllenhaal e Anne Hathaway. Il film esce il 9 dicembre 2005 e viene presentato in prima mondiale alla 62ª Mostra internazionale d'arte cinematografica di Venezia nel 2005 e al Toronto International Film Festival. Il ruolo di Alma Del Mar le fa ottenere la candidatura agli Oscar 2006 come Migliore attrice non protagonista, e la candidatura per la medesima categoria anche per i Golden Globe, Screen Actors Guild e i BAFTA Award.
Nel 2005 recita in L'amore giovane con Ethan Hawke, che esce nelle sale il 23 marzo 2007, mentre nel 2006 recita nel ruolo di Coco Rivington in Io non sono qui di Todd Haynes, con Cate Blanchett, Christian Bale e Richard Gere; dopo aver letto la sua sceneggiatura anche il compagno Heath Ledger, nel settembre 2006, prenderà parte alle riprese nel ruolo di Robbie Clark. Nello stesso anno recita inoltre nel film Sex List - Omicidio a tre. L'anno successivo gira il film indipendente Wendy and Lucy, il drammatico Synecdoche, New York, scritto e diretto da Charlie Kaufman, e Senza apparente motivo con Ewan McGregor. Nel 2009 esce Mammoth con Gael García Bernal, diretto da Lukas Moodysson.

Nel 2010 Martin Scorsese la vuole nel ruolo di Dolores Chanal per il film Shutter Island, nel quale recita insieme a Leonardo DiCaprio e Mark Ruffalo. Nello stesso anno, recita come protagonista in Blue Valentine, al fianco di Ryan Gosling, per il quale riceve la candidatura agli Oscar 2011 come migliore attrice protagonista e anche per la medesima categoria dei Golden Globe. Nel 2011 interpreta Marilyn Monroe nel film Marilyn. Per l'interpretazione della famosa attrice vince il Golden Globe come migliore attrice in un film commedia o musicale e riceve la candidatura agli Oscar 2012 come Migliore attrice protagonista (categoria nella quale viene candidata per il secondo anno consecutivo). Nel 2012 gira il film Il grande e potente Oz, film fantasy basato sul romanzo del mago di Oz, nel quale recita insieme a James Franco e Mila Kunis. Nella stagione 2013-2014 debutta a Broadway nel musical Cabaret, insieme ad Alan Cumming e con la regia di Sam Mendes.

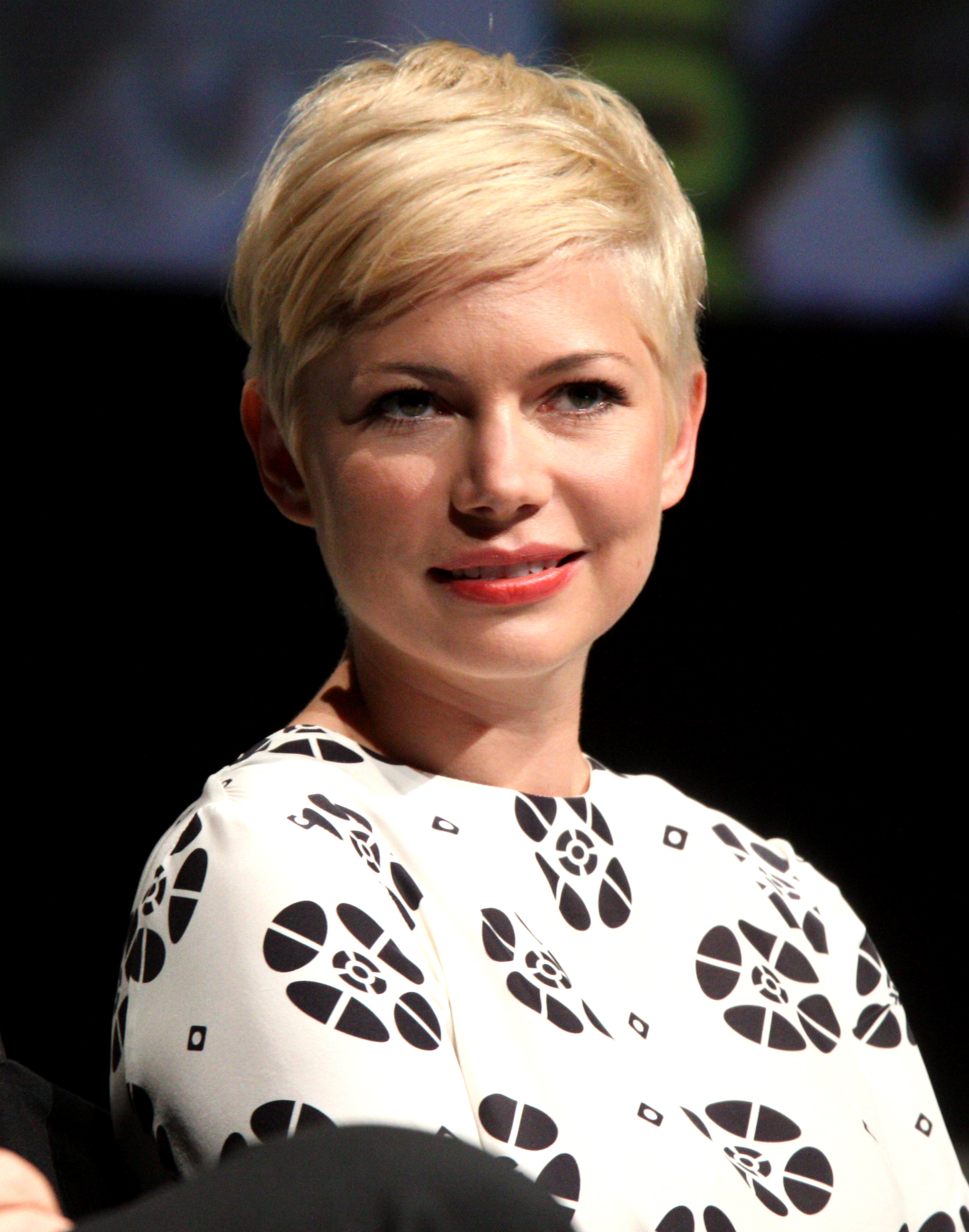
Michelle Williams al San Diego Comic-Con International 2012

Nel 2014 recita nel film Suite Francaise di Saul Dibb, tratto dall'omonimo romanzo di Irène Némirovsky, scrittrice di origine ebrea morta a soli 39 anni dopo essere stata deportata nel campo di concentramento di Auschwitz. L'attrice veste i panni della protagonista Lucille, una donna della Francia del 1940 che aspetta notizie del marito prigioniero di guerra. La sua vita, però, verrà stravolta quando i soldati nazisti occuperanno la cittadina in cui vive e lei farà la conoscenza del raffinato ufficiale tedesco Bruno. Nel 2016 prende parte al film drammatico Manchester by the Sea al fianco di Casey Affleck nel ruolo di Randi Chandler, per il quale si aggiudica la candidatura all'Oscar per la migliore attrice non protagonista.
Alla fine dello stesso anno inizia le riprese de La stanza delle meraviglie diretto dal regista Todd Haynes, con il quale aveva precedentemente lavorato in Io non sono qui. La pellicola viene presentata in prima mondiale al Festival di Cannes 2017. Nel 2017 ottiene la parte di Charity Barnum nel film The Greatest Showman assieme a Hugh Jackman e Zac Efron, per la cui colonna sonora registra due canzoni. Nel 2018 partecipa al film del Sony's Spider-Man Universe Venom, dove interpreta per la prima volta Anne Weying. Successivamente recita al fianco di Julianne Moore e Billy Crudup nel remake del film Dopo il matrimonio, regia di Bart Freundlich, presentato al Sundance Film Festival 2019.
Tra ottobre 2018 e febbraio 2019, recita nel ruolo della ballerina di Broadway Gwen Verdon, nella miniserie televisiva prodotta da FX, Fosse/Verdon insieme a Sam Rockwell nel ruolo del coreografo Bob Fosse. Per questo ruolo, la Williams vince il Premio Emmy 2019 come migliore attrice in un miniserie o film per la televisione. Sempre per questo ruolo si è aggiudicata un secondo Golden Globe e il primo Screen Actors Guild Award.
Nel 2021, la Williams riprende il ruolo di Anne Weying nel sequel di Venom - La furia di Carnage. Più tardi, nel 2022, recita in The Fabelmans, il film semi-autobiografico sull'infanzia, l'adolescenza e i primi anni dell'età adulta di Steven Spielberg, in cui interpreta Mitzi Fabelman, un personaggio ispirato alla madre del regista. Spielberg l'aveva in mente per la parte dopo aver visto la sua interpretazione in Fosse/Verdon. Il film riceve il plauso della critica e la Williams viene candidata ai Golden Globe come migliore attrice.
Dopo il successo di The Fabelmans, Williams  decide di far passare del tempo tra un'interpretazione e l'altra per occuparsi dei figli (nati nel 2020 e 2022): il progetto successivo è infatti Dying for sex una serie in 8 episodi resi disponibili sulla piattaforma Disney Plus nell'aprile 2025.  Basata sull'omonimo podcast di Wondery, la serie segue le vicende di Molly, donna con un cancro al quarto stadio e una speranza di vita di pochi mesi, che decide di lasciare il marito e seguire i suoi nuovi desideri sessuali.L’importanza del tema affrontato sarebbe valso per Williams il tempo passato lontana da casa per girare la serie.

## Vita privata
È stata fidanzata dal 2004 al 2007 con l'attore Heath Ledger, conosciuto sul set de I segreti di Brokeback Mountain, morto a 28 anni nel 2008. Dalla loro relazione nacque la loro unica figlia, Matilda Rose (28 ottobre 2005). Nel luglio 2018 ha sposato il musicista indie Phil Elverum per poi divorziare ad aprile 2019.
Nel marzo 2020 si è sposata con il regista Thomas Kail; il loro primo figlio è nato a giugno 2020, il secondo nell'ottobre 2022.. Ad agosto 2025 hanno annunciato la nascita della loro terza figlia, nata tramite una madre surrogata.

## Filmografia

### Attrice

#### Cinema
- Lassie, regia di Daniel Petrie (1994)
- Specie mortale (Species), regia di Roger Donaldson (1995)
- Timemaster, regia di James Glickenhaus (1995)
- Segreti (A Thousand Acres), regia di Jocelyn Moorhouse (1997)
- Halloween - 20 anni dopo (Halloween H20: 20 Years Later), regia di Steve Miner (1998)
- Le ragazze della Casa Bianca (Dick), regia di Andrew Fleming (1999)
- Gonne al bivio (But I'm a Cheerleader), regia di Jamie Babbit (1999)
- Fashion Crimes (Perfume), regia di Michael Rymer e Hunter Carson (2001)
- Me Without You, regia di Sandra Goldbacher (2001)
- Prozac Nation, regia di Erik Skjoldbjærg (2001)
- Il delitto Fitzgerald (The United States of Leland), regia di Matthew Ryan Hoge (2003)
- Station Agent (The Station Agent), regia di Tom McCarthy (2003)
- A Hole in One, regia di Richard Ledes (2004)
- Imaginary Heroes, regia di Dan Harris (2004)
- La terra dell'abbondanza (Land of Plenty), regia di Wim Wenders (2004)
- The Baxter, regia di Michael Showalter (2005)
- I segreti di Brokeback Mountain (Brokeback Mountain), regia di Ang Lee (2005)
- The Hawk Is Dying, regia di Julian Goldberger (2006)
- L'amore giovane (The Hottest State), regia di Ethan Hawke (2006)
- Io non sono qui (I'm Not There), regia di Todd Haynes (2007)
- Senza apparente motivo (Incendiary), regia di Sharon Maguire (2008)
- Sex List - Omicidio a tre (Deception), regia di Marcel Langenegger (2008)
- Wendy and Lucy, regia di Kelly Reichardt (2008)
- Synecdoche, New York, regia di Charlie Kaufman (2008)
- Mammoth, regia di Lukas Moodysson (2009)
- Shutter Island, regia di Martin Scorsese (2010)
- Blue Valentine, regia di Derek Cianfrance (2010)
- Meek's Cutoff, regia di Kelly Reichardt (2010)
- Marilyn (My Week with Marilyn), regia di Simon Curtis (2011)
- Take This Waltz, regia di Sarah Polley (2011)
- Il grande e potente Oz (Oz: The Great and Powerful), regia di Sam Raimi (2013)
- Suite francese (Suite française), regia di Saul Dibb (2014)
- Certain Women, regia di Kelly Reichardt (2016)
- Manchester by the Sea, regia di Kenneth Lonergan (2016)
- La stanza delle meraviglie (Wonderstruck), regia di Todd Haynes (2017)
- The Greatest Showman, regia di Michael Gracey (2017)
- Tutti i soldi del mondo (All the Money in the World), regia di Ridley Scott (2017)
- Come ti divento bella! (I Feel Pretty), regia di Abby Kohn e Marc Silverstein (2018)
- Venom, regia di Ruben Fleischer (2018)
- Dopo il matrimonio (After the Wedding), regia di Bart Freundlich (2019)
- Venom - La furia di Carnage (Venom: Let There Be Carnage), regia di Andy Serkis (2021)
- Showing Up, regia di Kelly Reichardt (2022)
- The Fabelmans, regia di Steven Spielberg (2022)

#### Televisione
- Baywatch – serie TV, episodio Corsa contro il tempo (1993)
- Una bionda per papà (Step by Step) – serie TV, episodio 4x06 (1994)
- Quell'uragano di papà (Home Improvement) – serie TV, episodio 4x26 (1995)
- Non condannate mio figlio! (My Son Is Innocent), regia di Larry Elikann – film TV (1996)
- L'ultima lezione del professor Griffin (Killing Mr. Griffin), regia di Jack Bender – film TV (1997)
- Dawson's Creek – serie TV, 118 episodi (1998-2003)
- Women, regia di Martha Coolidge – film TV (2000)
- Cougar Town – serie TV, episodio 4x01 (2013)
- Fosse/Verdon, regia di Thomas Kail, Adam Bernstein e Jessica Yu – miniserie TV (2019)
- Dying for Sex, regia di Shannon Murphy e Chris Teague – miniserie TV (2025)

### Produttrice esecutiva
- Fosse/Verdon – miniserie TV, 8 episodi (2019)

## Teatro
- Killer Joe di Tracy Letts, regia di Wilson Milam. SoHo Playhouse di New York (1998)
- Smelling a Rat di Mike Leigh, regia di Scott Elliott. Samuel Beckett Theatre di New York (2002)
- Il giardino dei ciliegi di Anton Čechov, regia di Michael Greif. Williamstown Theatre Festival di Williamstown (2004)
- Cabaret, colonna sonora di John Kander, testi di Fred Ebb, libretto di Joe Masteroff, regia di Sam Mendes. Studio 54 di Broadway (2011)
- Blackbird di David Harrower, regia di Joe Mantello. Belasco Theatre di Broadway (2016)

## Riconoscimenti
- Premio Oscar
  - 2006 – Candidatura alla migliore attrice non protagonista per I segreti di Brokeback Mountain
  - 2011 – Candidatura alla migliore attrice per Blue Valentine
  - 2012 – Candidatura alla migliore attrice per Marilyn
  - 2017 – Candidatura alla migliore attrice non protagonista per Manchester by the Sea
  - 2023 – Candidatura alla migliore attrice per The Fabelmans
- Golden Globe
  - 2006 – Candidatura alla migliore attrice non protagonista per I segreti di Brokeback Mountain
  - 2011 – Candidatura alla migliore attrice in un film drammatico per Blue Valentine
  - 2012 – Migliore attrice in un film commedia o musicale per Marilyn
  - 2017 – Candidatura alla migliore attrice non protagonista per Manchester by the Sea
  - 2018 – Candidatura alla migliore attrice in un film drammatico per Tutti i soldi del mondo
  - 2020 – Migliore attrice in una mini-serie o film per la televisione per Fosse/Verdon
  - 2023 – Candidatura alla migliore attrice in un film drammatico per The Fabelmans[4]
- Premi Emmy
  - 2019 – Miglior attrice in una miniserie o film TV per Fosse/Verdon
- Premi BAFTA
  - 2006 – Candidatura alla Miglior stella emergente
  - 2006 – Candidatura alla migliore attrice non protagonista per I segreti di Brokeback Mountain
  - 2012 – Candidatura alla migliore attrice per Marilyn
  - 2017 – Candidatura alla migliore attrice non protagonista per Manchester by the Sea
- Screen Actors Guild Award
  - 2004 – Candidatura al miglior cast per Station Agent
  - 2006 – Candidatura al miglior cast per I segreti di Brokeback Mountain
  - 2006 – Candidatura alla migliore attrice non protagonista per I segreti di Brokeback Mountain
  - 2012 – Candidatura alla migliore attrice per Marilyn
  - 2017 – Candidatura al miglior cast per Manchester by the Sea
  - 2017 – Candidatura alla migliore attrice non protagonista per Manchester by the Sea
  - 2020 – Migliore attrice in una miniserie o film per la televisione per Fosse/Verdon
- Critics' Choice Awards
  - 2005 – Miglior attrice non protagonista per I segreti di Brokeback Mountain
  - 2010 – Candidatura alla miglior attrice protagonista per Blue Valentine
  - 2011 – Candidatura alla miglior attrice protagonista per Marilyn
  - 2016 – Candidatura alla miglior attrice non protagonista per Manchester by the Sea
  - 2020 – Miglior attrice in un film per la televisione o miniserie per Fosse/Verdon
  - 2023 – Candidatura per la miglior attrice protagonista per The Fabelmans
  - 2023 – Candidatura per il miglior cast corale per The Fabelmans
- Chicago Film Critics Association Awards
  - 2005 – Candidatura alla miglior attrice non protagonista per I segreti di Brokeback Mountain
- Chlotrudis Awards
  - 2009 – Candidatura alla miglior attrice protagonista per Wendy and Lucy
- Gotham Awards
  - 2005 – Candidatura al miglior cast per I segreti di Brokeback Mountain
  - 2008 – Miglior cast per Synecdoche, New York
  - 2022 – Tribute Award
  - 2023 - Candidatura alla miglior interpretazione protagonista per Showing Up
- Independent Spirit Awards
  - 2006 – Candidatura alla miglior attrice non protagonista per I segreti di Brokeback Mountain
  - 2007 – Candidatura alla miglior attrice protagonista per La terra dell'abbondanza
  - 2009 – Candidatura alla miglior attrice protagonista per Wendy and Lucy
  - 2009 – Premio Robert Altman per Synecdoche, New York
  - 2012 – Miglior attrice protagonista per Marilyn

## Doppiatrici italiane
Nelle versioni in italiano delle opere in cui ha recitato, Michelle Williams è stata doppiata da:
- Chiara Colizzi in La terra dell'abbondanza, Cougar Town, Shutter Island, Marilyn, Il grande e potente Oz, Suite francese, Tutti i soldi del mondo, Come ti divento bella!, Dopo il matrimonio, The Fabelmans, Dying for Sex
- Daniela Calò in Io non sono qui, Blue Valentine, Manchester by the Sea, Certain Women
- Chiara Gioncardi in Synecdoche, New York, Venom, Venom - La furia di Carnage
- Rossella Acerbo in Lassie, Halloween - 20 anni dopo
- Paola Majano in Le ragazze della Casa Bianca, La stanza delle meraviglie
- Barbara De Bortoli in Sex List - Omicidio a tre, Fosse/Verdon
- Ilaria Latini in Me Without You, Il delitto Fitzgerald
- Perla Liberatori in Time Master
- Stella Musy in Dawson's Creek
- Paola Della Pasqua in Prozac Nation
- Selvaggia Quattrini in I segreti di Brokeback Mountain
- Patrizia Mottola in Senza apparente motivo
- Myriam Catania in The Greatest Showman